# الدوري الأدرياتيكي 2002–03
الدوري الأدرياتيكي 2002–03 (بالصربية: Јадранска лига у кошарци 2002/03.)‏ هو الموسم 2 من  الدوري الأدرياتيكي. أقيم خلال الفترة 28 سبتمبر 2002 وحتى 5 أبريل 2003، وأشرف على تنظيمه اتحاد الدوريات الأوروبية لكرة السلة ‏، وكان عدد الأندية المشاركة فيه  12، وفاز فيه نادي زادار لكرة السلة.